# Muhammad ibn Ali ibn Ganiya
Muhammad ibn Alí ibn Yusuf ibn Ganiya (Muhammad I ibn Ganiya) (Magreb ?-Mallorca 1151-52)  fue un gobernante musulmán de la isla de Mallorca, durante el periodo en el que el archipiélago Balear era conocido como islas orientales de al-Ándalus. Su familia se asentó en Mallorca luego de que las tropas de Ramón Berenguer III, por entonces conde de Barcelona, la abandonasen después de haber saqueado y destruido la ciudad tras la expedición llevada a cabo en 1114 en represalia por la piratería,  junto a tropas pisanas y de otras ciudades provenzales e italianas. Muhammad era hijo del sultán almorávide Ali ibn Yusuf, lo que le permitió proclamar su independencia. Su padre lo envió a Mallorca con el objetivo de imponer el orden perdido desde la anexión a su imperio, pero no consiguió detener las revueltas, al tiempo que veía como su pueblo se desmoronaba ante el imparable avance almohade, en lo que era el último reducto de su dinastía.